# جويل سيكويرا
جويل سيكويرا (بالإنجليزية: Joel Sequeira)‏ هو لاعب كرة قدم هندي في مركز الوسط، ولد في 15 مارس 1988 في غوا في الهند. لعب مع ONGC FC ‏.